# 讓明天晴空萬里
《讓明天晴空萬里》(日语：あした天気になれ) 是日本創作歌手中島美雪的第10張單曲。由1981年3月21日由佳音唱片發行。

## 介紹
分拆自中島1981年專輯《臨月》。
B面曲《来自杏村》 是中島为研直子的專輯《宛如海鷗》 寫的提供曲。
2022年11月28日，本單曲由山葉音樂傳播以7英吋單曲盤的形式數位音樂下載配信。

## 歌曲
1. 讓明天晴空萬里
  - 詞曲: 中島美雪，編曲: 星勝（日语：星勝）
2. 來自杏村
  - 詞曲: 中岛美雪，编曲: 安田裕美（日语：安田裕美）

## 收錄
- 臨月 (#1)
- 中島美雪 THE BEST (#1)
- Singles (#1, 2)
- 中島美雪 PRESENTS BEST SELECTION 16 (#1)

## 翻唱
讓明天晴空萬里
- 柏原芳惠 (1983年，專輯《明明是春天》[4])

## 脚註
1. 1 2  . Discogs.   [2020-10-15].
2. ↑  . Discogs.   [2020-10-15] （日语）.
3. ↑  . Discogs.   [2024-05-14]. （原始内容存档于2024-05-14） （日语）.
4. ↑  . Discogs.   [2024-05-14]. （原始内容存档于2024-05-14） （日语）.

## 外部連結
- 中島美雪官方網站上的介紹頁面
  - 讓明天晴空萬里 （页面存档备份，存于）